# Souna Hadizatou Diallo
Souna Hadizatou Diallo est une femme politique nigérienne. Elle fait partie du premier groupe de femmes élues à l'Assemblée nationale et est devenue plus tard la première femme à diriger un parti politique dans le pays.

## Biographie
Souna Hadizatou Diallo naît à Say. Elle entre au ministère de l'Éducation nationale en 1964 et se forme à l'École nationale d'administration. De 1988 à 1989, elle travaille comme représentante de Sanofi au Niger.
Membre du Mouvement national pour la société du développement (MNSD), Souna Hadizatou Diallo est nommée candidate à l'Assemblée nationale lors des élections de 1989. Le MNSD étant le parti unique, elle est élue sans opposition, devenant l'une des premières cinq femmes élues à l'Assemblée nationale. L'Assemblée nationale est dissoute en 1991 et elle n'est pas réélue aux élections de 1993. En 2006, elle crée le Parti nigérien pour le renforcement de la démocratie, devenant la première femme à diriger un parti politique dans le pays. Pour ses premières élections en 2009 (en), le PNRD (ou PNRD-Alfidjir) obtient 357 voix au niveau national. Il obtient 404 voix lors des élections législatives de 2011.
Elle occupe également différentes fonctions politiques et associatives : de 1999 à 2002, elle intègre la Commission nationale des droits de l’homme et des libertés fondamentales (CNDH/LF) en tant que présidente de la sous-commission « Droits de la femme et de l’enfant », avant d’en devenir la vice-présidente. Elle est également secrétaire générale de la section nigérienne du Réseau des femmes africaines ministres et parlementaires,, qui vise à promouvoir les droits des femmes et à s'opposer aux violences dont elles sont victimes.